# Lambis millepeda
Lambis millepeda Linnaeus, 1758 è un mollusco gasteropode del genere Lambis.

## Descrizione
Le dimensioni del guscio di un adulto vanno dai 90 ai 150 mm.

## Distribuzione geografica
Questa specie è diffusa nell'Oceano Indiano lungo il Madagascar e nell'Oceano Pacifico sud-occidentale.